# Tadeusz Kuntze

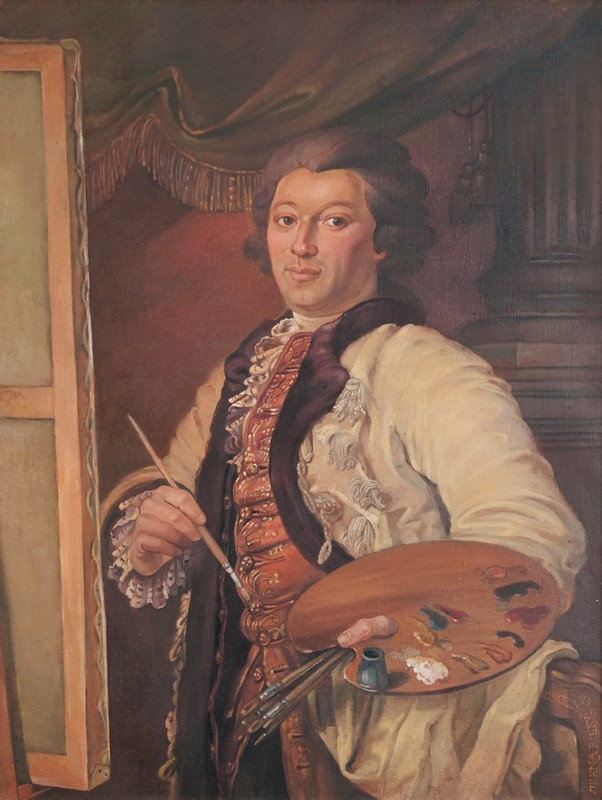
Tadeusz Kuntze, Gemälde von Irena Bierwiaczonek-Polak (1951–2009)

Tadeusz Kuntze, auch Thaddäus Kuntz, Tadeusz Konicz, Taddeo Polacco, Tadeus Kuntze und in weiteren Namensvarianten (* 20. April 1727 in Grünberg, Niederschlesien, Länder der Böhmischen Krone; † 8. Mai 1793 in Rom, Kirchenstaat), war ein schlesischer Maler des Barock und des Rokoko, der den größten Teil seines Lebens in Rom verbrachte.

## Leben
Kuntze, Sohn des Grünberger Stadtmusicus Gottfried Kuntze (1687–1762) und dessen Ehefrau Anna Maria, geborene Sambler (1699–1753), wuchs in Grünberg auf. Durch den Frieden von Berlin wurde seine Vaterstadt im Jahr 1742 preußisch. 1746 kam er nach Krakau. Durch die Gunst des Bischofs von Krakau, Andrzej Stanisław Załuski, wurde er 1747 nach Rom geschickt, um sich zu einem Maler auszubilden. Von 1748 bis 1752 besuchte er dort die Académie de France. Später wurde er Schüler des Malers Ludovico Mazzanti (1686–1775) und der Accademia di San Luca, der Vorläuferin der Accademia di Belle Arti di Roma, die ihn mit den Techniken der Wandmalerei vertraut machte. 1754 hielt er sich als bischöflicher Hofmaler wieder in Krakau auf. In dieser Zeit entstanden Altarbilder für die Wawel-Kathedrale und eine Darstellung der Fortuna, heute im Nationalmuseum Warschau. 1756 reiste er nach Paris, 1757 kehrte er an den Hof seines Gönners Załuski zurück. Nachdem dieser Ende 1758 gestorben war, ging er auf Anregung von Corrado Giaquinto nach Spanien.

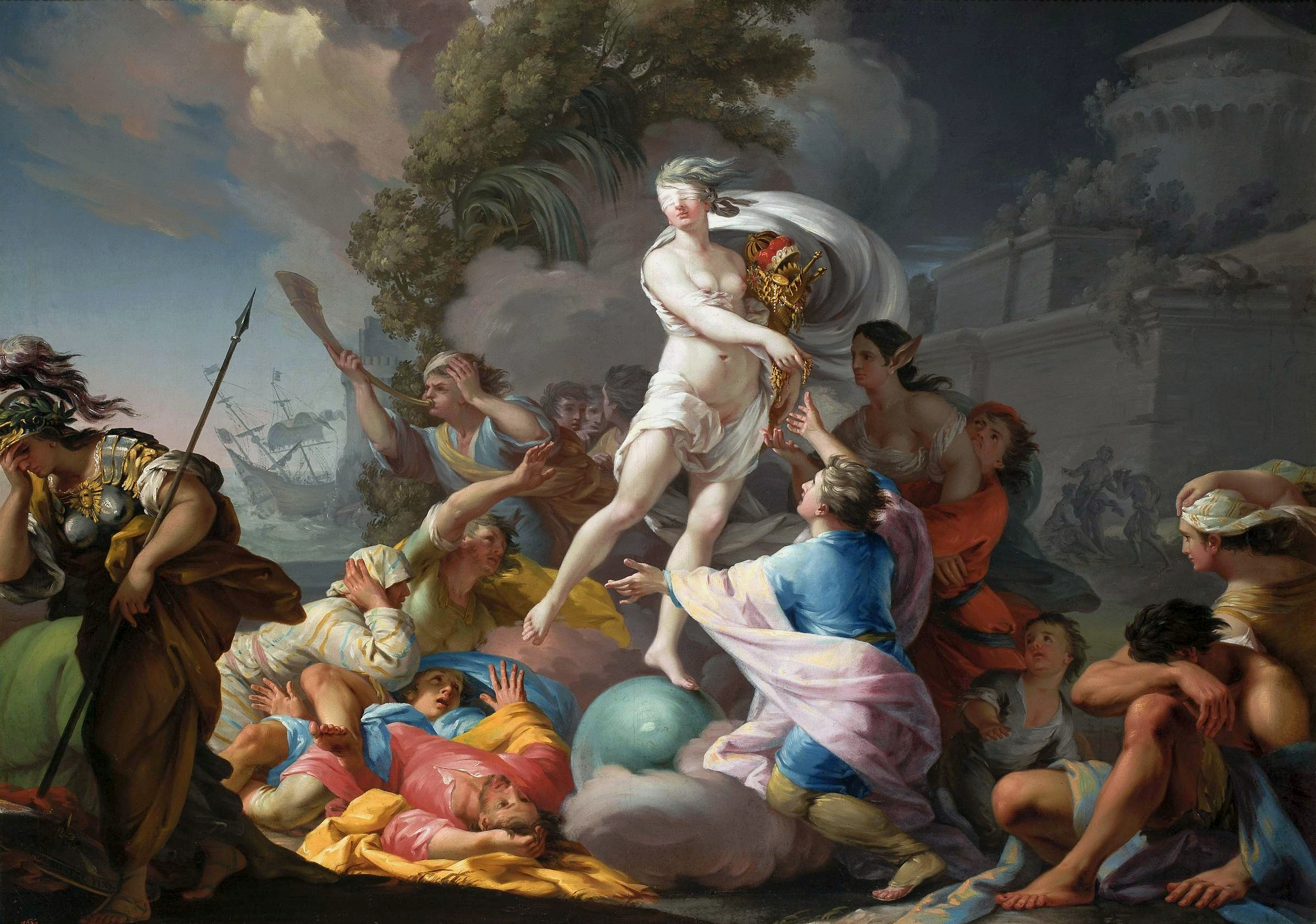
Fortuna, 1754, Nationalmuseum Warschau

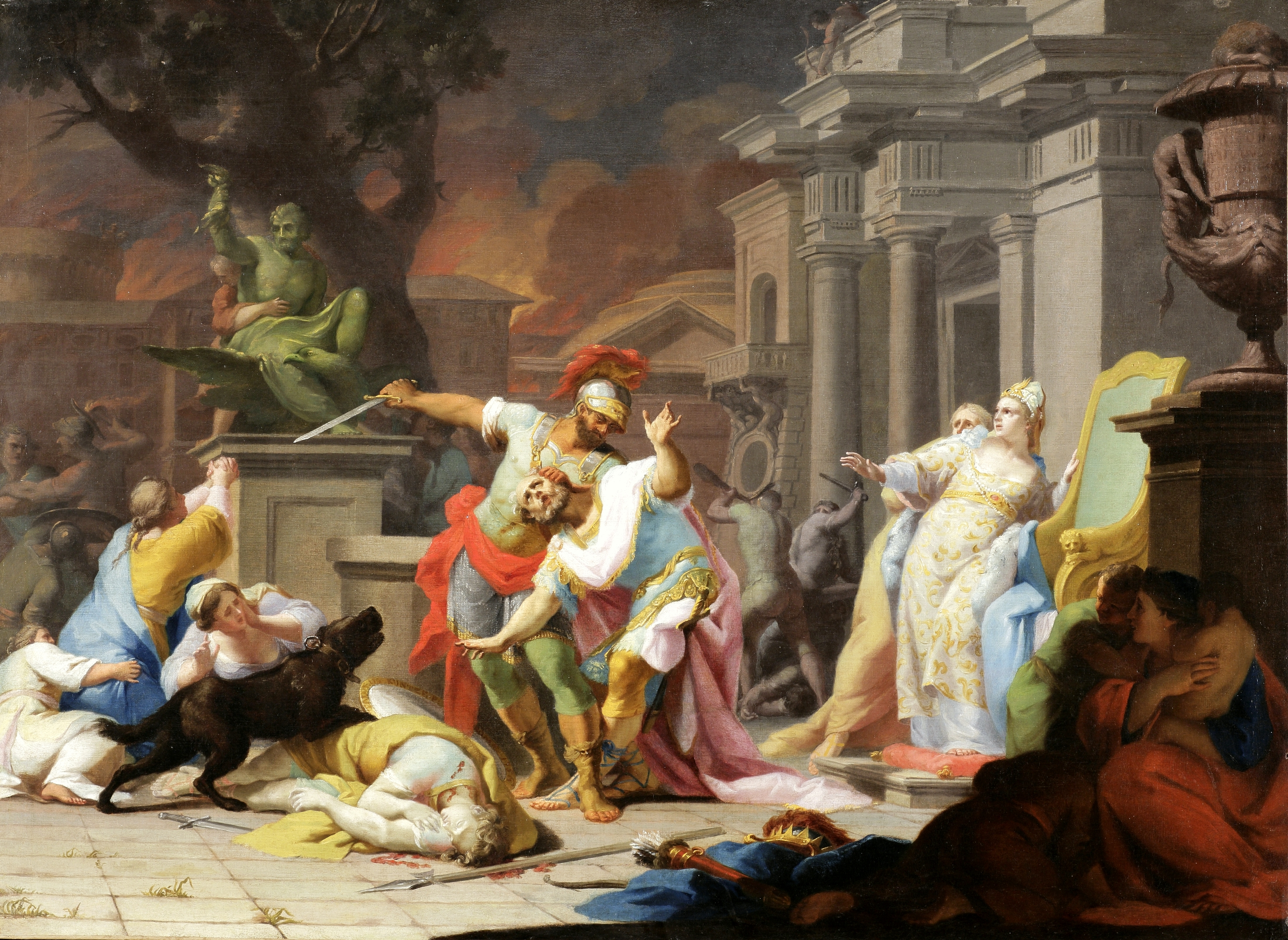
Der Tod des Priamos, 1756, Schloss Wawel

1765, spätestens 1766, war er wieder in Rom und wohnte dort bis zum Lebensende. Für die nächsten zwölf Jahre etablierte er sich als Maler des Augustinerordens. In seiner Wohnung war unter anderem Francisco de Goya zu Gast. Auch mit anderen spanischen Künstlern der Cultura di Via Condotti verkehrte er. Außer in Rom wirkte er an verschiedenen Orten im Latium und schuf bedeutende Fresken in Palästen und Kirchen. Insbesondere wurde er von dem britischen Kurienkardinal Henry Benedict Stuart gefördert, einem Sohn der polnischen Prinzessin Maria Clementina Sobieska und Enkel Jakobs II. Als Bischof von Frascati engagierte dieser ihn für Fresken im Seminario Tuscolano und im Bischofspalast von Frascati, ferner für Ausmalungen in der Kirche St. Stanislaus, der Nationalkirche der Polen in Rom. Außerdem gelang es Kuntze, das Interesse der Adelsfamilie Borghese auf sich zu ziehen und mit Arbeiten für den Palazzo Borghese und das Casino Borghese beauftragt zu werden.
Kuntze heiratete 1775 Anna Valentini, die Tochter eines Tischlers. Das Paar hatte zwei Söhne, Antonio (1785–1809) und Pietro Kun[t]ze (1793–1863), beide spätere Maler, sowie die Tochter Elisabeth [Isabel] Kuntz[e] Valentini († 1866), die 1810 den spanischen Hofmaler José de Madrazo y Agudo heiratete und so Ahnherrin einer Künstlerdynastie wurde. Die Maler Federico de Madrazo y Kuntz, Pedro de Madrazo y Kuntz (1816–1898) und Luis de Madrazo y Kuntz (1825–1897) waren ihre Söhne, der Maler Raimundo de Madrazo y Garreta (1841–1920) ihr Enkel, der Universalkünstler Mariano Fortuny ihr Urenkel.
Kuntzes italienischer Rufname Taddeo Polacco führte zur Deutung, er sei ein Pole. Polnische Geschichtsbücher bezeichneten ihn als „den bekanntesten polnischen Maler des 18. Jahrhunderts“.